# SPAK
La Struttura speciale contro la corruzione e la criminalità organizzata (in albanese: Struktura e Posaçme Kundër Korrupsionit dhe Krimit të Organizuar, meglio nota attraverso l'acronimo SPAK) è un'entità indipendente del sistema giudiziario albanese incaricata di investigare su casi di corruzione nella pubblica amministrazione e su casi legati alla criminalità organizzata.
Si compone: dell'Ufficio nazionale di investigazione (NBI), dell'ufficio della Procura speciale (PPKKO), del Tribunale speciale di primo grado contro la corruzione e la criminalità organizzata (GJP) e della Corte d'appello speciale per la corruzione e la criminalità organizzata.
Tra i casi più noti gestiti dalla SPAK figurano le inchieste sugli inceneritori di Elbasan, Fier e Tirana nel 2020, sull'esplosione di Gërdec e sul Presidente Ilir Meta nel 2022.